# Duecento all'ora
Duecento all'ora è un film muto italiano del 1918 diretto da Gennaro Righelli.